# Тазабаев, Хамзат Шарудинович
Хамзат Шарудинович Тазабаев, он же «амир Абдус-Сабур» (род. 1978 год, Алхан-Кала, Грозненский район, Чечено-Ингушская ССР, — 23 февраля 2004 года, Али-Юрт, Назрановский район, Ингушетия) — 5-й командир ИПОН, активный участник второй чеченской войны. Руководил одним из секторов Грозного в составе Центрального фронта ВС ЧРИ.

## Биография
Хамзат Тазабаев 1978 года рождения. Родился и вырос в населённом пункте Алхан-Кала Грозненского района Чечено-Ингушской ССР (ныне Байсангуровского района Чеченской Республики). Кличка — Эдик, псевдоним — Абдус-Сабур.
После ввода российских войск в Чечню и начала второй чеченской войны Тазабаев примкнул к Исламскому полку особого назначения, которым на тот момент командовал небезызвестный Арби Бараев и с тех пор принимал участие в боевых действиях. Был заместителем Мовсара Бараева, а после его ликвидации возглавил Исламский полк особого назначения, одновременно являлся командующим Грозненского сектора Центрального фронта вооружённых сил Ичкерии.
По сведениям ФСБ, на счету Тазабаева многочисленные диверсионно-террористические акции против федеральных сил. Группа Тазабаева участвовала в многочисленных нападениях на федеральные войска в Чечне, в ходе которых были убиты российские солдаты и пророссийские чеченские милиционеры. Тазабаев обвинялся в организации и проведении диверсий и терактов против военнослужащих с использованием террористов-смертников на грузовиках, начинëнных взрывчаткой.
Правоохранительные органы давно охотились за Тазабаевым и неоднократно выходили на его след. Но каждый раз ему удавалось вырваться из окружения и уйти. Во время очередной спецоперации федеральных сил Тазабаев был окружëн и ранен в руку, но и тогда ему также удалось вырваться из окружения. 
Убит 23 февраля 2004 года в селе Али-Юрт Назрановского района Республики Ингушетия в результате спецоперации ФСБ России по Республике Ингушетия.

## Книги
- Лев Пучков. Пасынки Джихада. — Litres, 2008-07-22. — 287 с. — ISBN 978-5-4250-4006-0.
- Станислав Михайлович Дмитриевский. Международный трибунал для Чечни: правовые перспективы привлечения к индивидуальной уголовной ответственности лиц, подозреваемых в совершении военных преступлений и преступлений против человечности в ходе вооруженного конфликта в Чеченской Республике. — Нижегородский фонд в поддержку толерантности, 2009. — 612 с.
- Х. И. Ибрагимов. Чеченская Республика и чеченцы: история и современность. — Наука, 2006. — 618 с. — ISBN 978-5-02-034016-9.